# Aikiken
 (août 2025).
Si vous disposez d'ouvrages ou d'articles de référence ou si vous connaissez des sites web de qualité traitant du thème abordé ici, merci de compléter l'article en donnant les références utiles à sa vérifiabilité et en les liant à la section « Notes et références ».

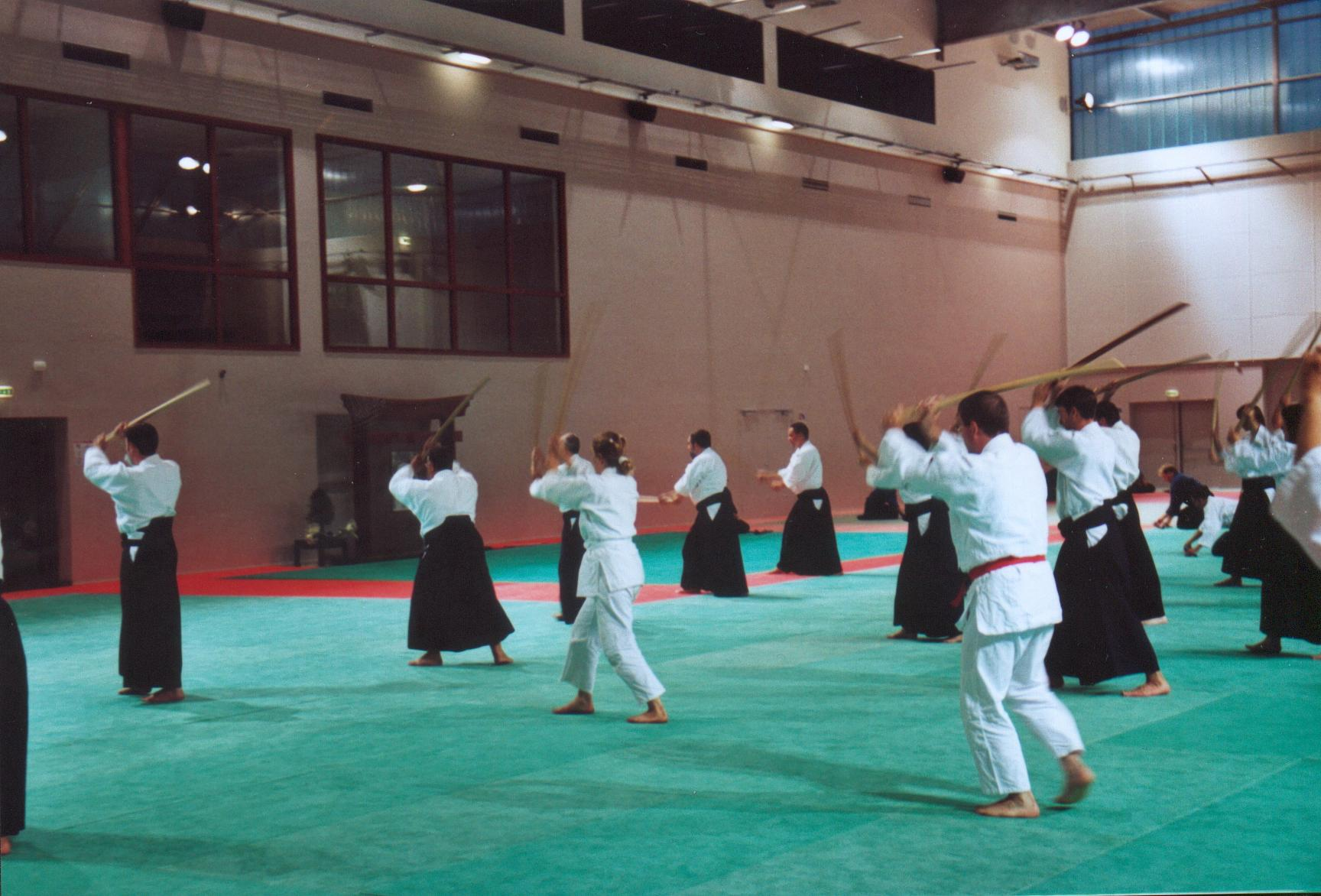
Pratique du bokken (sabre en bois), Stage international de Lesneven, 2006

L’aikiken est un ensemble de techniques de sabre pratiquées au bokken (sabre en bois) selon les principes de l'aïkido.

## Historique
L’aikiken fut développé par Morihei Ueshiba dans son dojo d'Iwama en même temps que l'aïkido. On dit souvent qu'il s'est inspiré du travail de la koryū de kenjutsu, Kashima Shintō Ryu.
L'essentiel du programme d'apprentissage d’aikiken fut codifié par Morihiro Saito, un des élèves les plus dévoués d'Ueshiba et qui hérita de la charge d'enseignement au dojo d'Iwama. Afin d'assurer à l’aikiken une diffusion équivalente à la pratique à mains nues et de le faire reconnaître comme partie intégrante de l'aïkido, Morihiro Saito en fit un système complet d'exercices.
Il codifia ainsi les suburi, mouvements de coupe de base, les exercices dits awase d'harmonisation avec un partenaire lui aussi armé, et les kumitachi, katas représentant des situations d'affrontement. L’aikiken comprend ainsi plus d'une centaine de mouvements ayant une parenté étroite avec le taijutsu et l’aiki-jo.
D'autres branches de l'aïkido ont également inclus des techniques de sabre dans leur enseignement, mais sous l'influence d'autres koryū de kenjutsu (écoles de sabre). C'est par exemple le cas de Shoji Nishio ou de Mitsugi Saotome.

## Controverses
Le développement et l'enseignement de l’aiki-ken constituèrent une source de problèmes au sein de l'aïkido après la mort de Morihei Ueshiba. En effet, les enseignants de l’Aikikai Hombu dojo avaient pour la plupart étudié sous la direction de Kisshomaru Ueshiba, lui-même entraîné par son père à une époque où ce dernier décourageait fortement la pratique des armes et incitait ses élèves à ne pratiquer qu'à mains nues.
Afin de remédier à ce qu'il percevait comme un manque dans l'enseignement du Hombu dojo, Morihiro Saito commença à délivrer des diplômes séparés validant la connaissance de l’aikiken. Jugeant cette initiative inopportune, le Hombu dojo lui demanda de cesser cette pratique. Il s'ensuivit un conflit entre le Hombu dojo et le dojo d'Iwama, qui conduisit après la mort de Morihiro Saito à une séparation entre l'Aikikai et l'école dirigée par le fils de Morihiro Saito (Hitohiro Saito), l'Iwama ryu.